# Stirene
Lo stirene (noto anche come stirolo, feniletilene o vinilbenzene) è un idrocarburo aromatico. Il gruppo vinile legato all'anello aromatico è caratterizzato da un'elevata reattività, in quanto l'anello aromatico è in grado di delocalizzare cariche elettriche ed elettroni spaiati nelle posizioni orto e para attraverso diverse forme di risonanza. Per questo motivo lo stirene ha più facilità a polimerizzare rispetto all'etilene.
A temperatura ambiente è un liquido oleoso trasparente dal caratteristico odore dolciastro; è tossico e infiammabile. Insolubile in acqua, si scioglie nei più comuni solventi organici.

## Produzione
Lo stirene viene prodotto dall'etilbenzene, per deidrogenazione catalitica condotta a temperature comprese tra i 600 °C e i 650 °C, in presenza di ossido ferrico o di idrossido di potassio e di vapore acqueo, secondo la reazione:

## Stabilità
Per ridurre la polimerizzazione spontanea dello stirene, esso viene addizionato di un anti-polimerizzante, il t-butilcatecolo (TBC), che inibisce la reazione radicalica del gruppo vinile; per essere efficace il TBC va accompagnato da una seppur minima quantità di ossigeno. La velocità di polimerizzazione dello stirene è variabile con la temperatura; industrialmente lo stirene viene stoccato in condizioni refrigerate, a temperatura inferiore a 10 °C; in assenza di TBC (o laddove esso sia stato consumato) la polimerizzazione avviene comunque anche a basse temperature con cinetica lenta ma inarrestabile. 
Va assolutamente evitato di portare lo stirene in stoccaggio a temperatura superiore ai 70 °C, in quanto può innescarsi una reazione in massa di polimerizzazione spontanea che diventa non controllabile, dato che il progressivo aumento di temperatura che si viene a determinare aumenta a sua volta la velocità di reazione per effetto Arrhenius.
La reazione di polimerizzazione dello stirene è esotermica, con calore di polimerizzazione pari a circa 170 kcal/kg.

## Utilizzi
Data la facilità con cui polimerizza, al punto che è necessario stabilizzarlo con sostanze capaci di bloccare la formazione di radicali liberi, il suo principale impiego è come monomero per la produzione di numerose materie plastiche, tra cui:
- polistirene (o polistirolo);
- ABS, ovvero il polimero acrilonitrile-butadiene-stirene;
- gomma SBR, ovvero stirene-butadiene-rubber;
- copolimero stirene-divinilbenzene.
- SIBS

che trovano applicazione in innumerevoli prodotti e applicazioni – plastiche, gomme, schiume isolanti, fibre, eccetera.

## Effetti tossici sull'uomo
Effetti a breve termine e intossicazione cronica:
L'esposizione a concentrazioni superiori (200-400 ppm) causa irritazione transitoria delle mucose congiuntivali e nasali e frequentemente cefalea, vertigini, sonnolenza, turbe della memoria diminuzione dei riflessi; a 500 ppm è costante l'irritazione congiuntivale delle prime vie aeree ed è frequente la tosse.
Una sintomatologia irritativa a carico delle congiuntive si manifesta per un'esposizione a 800ppm; la permanenza a queste concentrazioni causa svogliatezza, sonnolenza, astenia muscolare e depressione.
Lo stirene liquido, essendo una sostanza molto irritante, può causare eritema, xerosi e delle fissurazioni; l'insorgenza di dermatiti può essere facilitata dal contemporaneo uso di altri solventi.
Lo stirene può determinare alterazioni a carico del sangue caratterizzate da riduzione dei globuli bianchi con linfocitosi relativa, alterazioni della funzionalità epatica e talvolta sono state evidenziate in alcuni soggetti esposti a turbe digestive, nausea, vomito, perdita di appetito e stanchezza.
Lo stirene è stato riconosciuto ufficialmente come cancerogeno dal XII rapporto sui cancerogeni, pubblicato il 10 giugno 2011 dal Dipartimento Statunitense di salute, Programma Tossicologico Nazionale.